# Помикув (Мазовецьке воєводство)
Помикув (пол. Pomyków) — село в Польщі, у гміні Пшисуха Пшисуського повіту Мазовецького воєводства.
Населення — 386 осіб (2011).
У 1975-1998 роках село належало до Радомського воєводства.

## Демографія
Демографічна структура станом на 31 березня 2011 року:
|          | Загалом | Допрацездатний вік | Працездатний вік | Постпрацездатний вік |
| -------- | ------- | ------------------ | ---------------- | -------------------- |
| Чоловіки | 194     | 36                 | 129              | 29                   |
| Жінки    | 192     | 37                 | 106              | 49                   |
| Разом    | 386     | 73                 | 235              | 78                   |